# Auguste Roy de Loulay
Auguste Roy de Loulay (Asnières-la-Giraud, 27 agosto 1818 – Parigi, 10 febbraio 1896) è stato un politico e avvocato francese.

## Biografia

### I primi anni
Pierre-Auguste Roy nacque il 26 agosto 1818 ad Asnières, Charente-Inférieure. Studiò legge e si iscrisse successivamente al foro di Saint-Jean-d'Angély, dove si occupò in particolare di questioni legali legate alla sfera finanziaria.
Dopo la rivoluzione di febbraio del 1848 venne nominato consigliere generale dello Charente-Inférieure per il cantone di Loulay.
Venne eletto presidente della Società Agricola di Saint-Jean-d'Angély.

### Il secondo impero francese
Roy de Loulay divenne sindaco della città di Loulay, ad alcuni chilometri da Saint-Jean-d'Angély.
Divenne quindi candidato per la camera per la costituente di Charent-Inferieure per sostituire il visconte Anatole Lemercier.
Roy venne eletto il 31 maggio 1863 e sedette con la maggioranza dopo aver ottenuto 17.293 voti contro i 5973 di Lemercier ed i 5900 di Simonnent.
Si interessò prevalentemente di questioni legate all'agricoltura ed alla viticoltura nel suo distretto.
Il 4 aprile 1866 un decreto imperiale lo autorizzò a cambiare il proprio cognome in Roy de Loulay.
Auguste Roy de Loulay venne creato cavaliere della Legion d'onore il 30 agosto 1868.
Venne rieletto il 23 maggio 1869 e sedette col centro-destra.
Votò a favore della guerra con la Prussia.
Lasciò il proprio incarico quando venne proclamata la terza repubblica francese il 4 settembre 1870.
Assieme al barone Eugène Eschassériaux si offrì di organizzare la difesa nazionale del nuovo governo, ma la sua offerta venne declinata.

### La terza repubblica
Auguste Roy de Loulay venne eletto rappresentante del Charente-Inférieure l'8 febbraio 1871, mantenendo l'incarico sino al 7 marzo 1876.
Sedette col gruppo parlamentare dell' Appel au peuple, legandosi in particolare ad Eugène Eschassériaux e ad Alfred de Vast-Vimeux. Fu uno dei cinque deputati a protestare per la degradazione di Napoleone III. Si schierò a favore del libero commercio, votò per la pace, contro l'esilio dell'ex imperatore, a favore delle dimissioni di Adolphe Thiers, contro il ministero di Albert de Broglie e contro le leggi costituzionali. Votò contro la proposta di emendamento alle leggi costituzionali presentata da Henri-Alexandre Wallon e nuovamente contro altre leggi sull'educazione superiore.

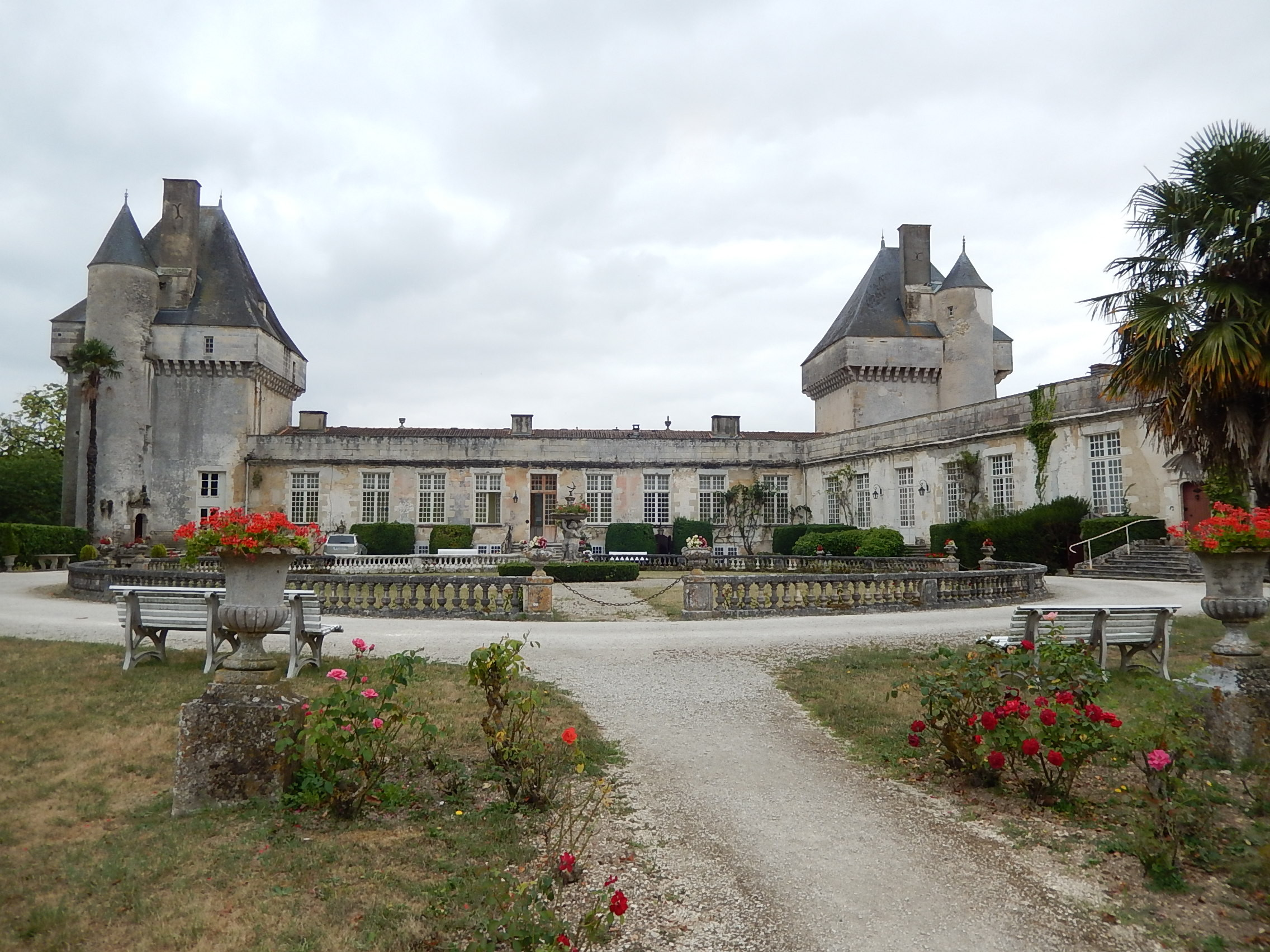
Il castello di Mornay

Roy de Loulay venne rieletto consigliere generale per il cantone di Loulay.
Nel 1876 fece campagna elettorale per essere eletto al senato e venne eletto infine il 30 gennaio di quello stesso anno. Votò per lo scioglimento delle camere come richiesto dal governo Broglie. Lasciò ogni incarico il 24 gennaio 1885 e si occupò quindi del castello di Mornay che rientrava tra i suoi possedimenti.
Continuò a prestare servizio nel consiglio generale dello Charente-Inférieure sino alla sua morte, avvenuta a Parigi il 21 febbraio 1896.